# 第二次拉斯坦战役
第二次拉斯坦战役发生于2012年1月29日至2月5日，是叙利亚政府军与叙利亚自由军为争夺拉斯坦市控制权的战役。拉斯坦位于霍姆斯省，拥有6万名居民。在持续数天的激战之后，叙利亚自由军攻占了拉斯坦市。

## 战役经过
据报道这场战役开始于2012年1月29日，此时阿盟的观察员已经离开叙利亚，并且临时性停火也已失效。当天有3名政府军变节者被打死。拉斯坦的一名当地活动人士表示战斗持续了6个小时，并且证实了死亡人数。这名匿名活动人士说：“部署在城内许多检查站的大量士兵脱离政府军并将枪口指向政府军士兵。城内的居民试图帮助这些变节者逃离拉斯坦抵达叙利亚自由军的阵地。”街上还是有规律的举行一些小规模的抗议活动，但是参加的人不是很多，因为狙击手无处不在，并且一旦有抗议活动，政府军就会很快进行大规模的抓捕活动。当天结束之前，叙利亚自由军在一段视频中声称他们控制了这座拥有4万名居民的城市。但是城内的战斗还在继续。
1月30日，一名脱离政府军的中尉声称叙利亚自由军旗下的哈立德旅（Khaled Brigade）哈姆扎营（Hamza Battalion）“已经将政府军赶出拉斯坦西部的多个街区，并发誓将会继续战斗直到拉斯坦所有的街区都被解放。”哈姆扎营的指挥官阿里·阿尤布（Ali Ayyoub）中校证实了这一说法并说：“阿萨德的军队现在处于防守状态。他们被围困在几个地方。只有在得到增援之后政府军才会推进，而叙利亚自由军一直能够阻截住政府军的攻势。”哈姆扎营声称他们已经摧毁了4处政府军哨卡，两辆坦克和多辆装甲车。活动人士发布了一段展示一辆被摧毁坦克的视频，这起码证实了叙利亚自由军声明中的一部分内容。一段在线视频展示了一场“在叙利亚自由军保护之下”举行的示威活动。活动人士声称政府军在战斗期间对该市的炮击导致5名平民丧生。阿尤布中校声称有数百名叙利亚自由军成员参与了战斗。
第二天，根据拉斯坦市活动人士的说法，政府军变节者已经完全控制了该市。
政府军的坦克对该市进行炮击，在一次炮击中一座建筑被炸毁，有10名平民丧生，还有15人受伤。当地的活动人士声称在当天的战斗中有超过20人丧生。
2月1日，据报道该市再次爆发战斗，导致15名政府军变节者和2名政府军丧生。
2月5日，叙利亚自由军宣称拉斯坦已经被“解放”。一名反对派武装的领导人声称在前几天的战斗中有42人丧生。

## 后续事件
在2月9日的炮击中，叙利亚自由军的一名上校吉哈德·穆罕默德·艾哈迈德（Jihad Muhammad Ahmad）丧生。
2月13日，政府军的坦克试图攻入该市，但是被叙利亚自由军击退，至少有3名政府军被打死。
政府军在重新夺回霍姆斯市Baba Amr区之后（据人权观察组织报道这场攻势导致700名反对派武装和平民丧生），安全部队开始加强了对拉斯坦的炮击。据报道在炮击中有至少12名平民，其中包括许多儿童丧生。3月4日，政府军的炮击导致包括4名儿童在内的7名平民丧生。据SOHR报道，炮击持续了一整天，而死者中有6人来自同一家庭，当时他们的住宅被火箭弹击中。据报道在15分钟内有15枚火箭弹落入该市。
一名政府军的参谋长声称他在3月6日脱离政府军转投反对派阵营，因为政府军对拉斯坦的持续炮轰。他公布了一段视频，宣布脱离政府军并转投叙利亚自由军阵营。
一周之后，3月16日，两名平民在政府军的炮击中丧生。3月27日，政府军试图攻入拉斯坦但被反对派武装击退，3名政府军士兵丧生。3天之后，两名政府军准将在拉斯坦叛变。视频显示两名准将宣布衙门加入叙利亚自由军并展示了他们的部队证明文件。
5月14日，活动人士报道称拉斯坦遭到密集炮击，每分钟都有1枚炮弹落入该市。在炮击中有9人丧生。死者中包括一名当地反对派武装指挥官。作为回应，反对派武装袭击了3辆正在向拉斯坦开进并载有政府军士兵的装甲车，据报道有23名政府军丧生。
在5月末，一名城内的BBC记者报道称反对派武装被持续不断的与政府军的巷战所困，而作为回应政府军对当地进行了零星的炮击。